# Erdély Jenő
Erdély Jenő, születési és 1900-ig használt nevén Eckstein Jenő (Budapest, 1890. november 27. – London, 1969. február 28.) író, újságíró.

## Életpályája
Erdély (Eckstein) József (1863–1925) könyvelő és Molat Jeanette (1868–1941) első gyermekeként született zsidó családban. Középiskolai tanulmányait a VIII. Kerületi Magyar Királyi Állami Főgimnáziumban végezte (1900–1908), majd a Budapesti Tudományegyetem Jog- és Államtudományi Karának hallgatója lett. 1908-ban joghallgatóként a Pesti Napló riportereként dolgozott. 1909 októberében a Magyar Vegyészeti Gyárosok Országos Egyesülete megválasztotta fogalmazónak. A következő évben három hónapon át vezette a Világ című lap hírrovatát, majd Az Est Lapokhoz került belső munkatársnak. 1912-ben megszerezte doktori oklevelét. A Nyugat című irodalmi folyóiratban számos elbeszélése, kritikája és szociológiai tanulmánya jelent meg.
Az első világháború idején tüzérként harcolt a szerb és az olasz fronton. 1917. május 5-én feleségül vette Guttmann Erzsébetet, Guttmann Izsák lányát. Esküvői tanúja Miklós Andor, Az Est tulajdonos-főszerkesztője volt. Leszerelése után visszatért Az Est Lapokhoz. A Tanácsköztársaság idején Bécsbe küldték újságírói megbízatással, ahonnan nem tért vissza Magyarországra. Rövid ideig a Bécsi Magyar Újságnál működött Lázár Jenő irányítása alatt. 1922-től 1948-ig a Lidové noviny cseh napilap tudósítója volt. 1924-ben elvált első feleségétől. 1938 februárjában Hitler elől először Zürichbe, majd Párizsba, végül Londonban küldte a lap. A második világháború éveit Londonban, az ottani csehszlovák kormány külföldi sajtóosztályának vezetőjeként töltötte. A háború után ismét a Lidové noviny munkatársa lett, azonban a kommunista hatalomátvétellel ellehetetlenült a lap működése. Néhány évvel később meghívták Münchenbe, a Szabad Európa Rádióhoz, ahol fél évig dolgozott, majd kiküldték londoni tudósítónak. Elbocsátása után a Schweizerische Politische Korrespondenz berni sajtóügynökségnél helyezkedett el.

## Díjai, elismerései
- Ezüst Vitézségi Érem (1915)